# Lupta de la Galați (1918)
Lupta de la Galați a avut loc în ianuarie 1918 și s-a purtat între forțele armate ale Regatului României și corpuri de voluntari ruși dezertați din fosta Armată Imperială Rusă, precum și bolșevici, întrucât cei dintâi căutau să îi împiedice pe cei din urmă să se retragă de pe linia armistițiului împreună cu echipamentul din dotare.

## Context

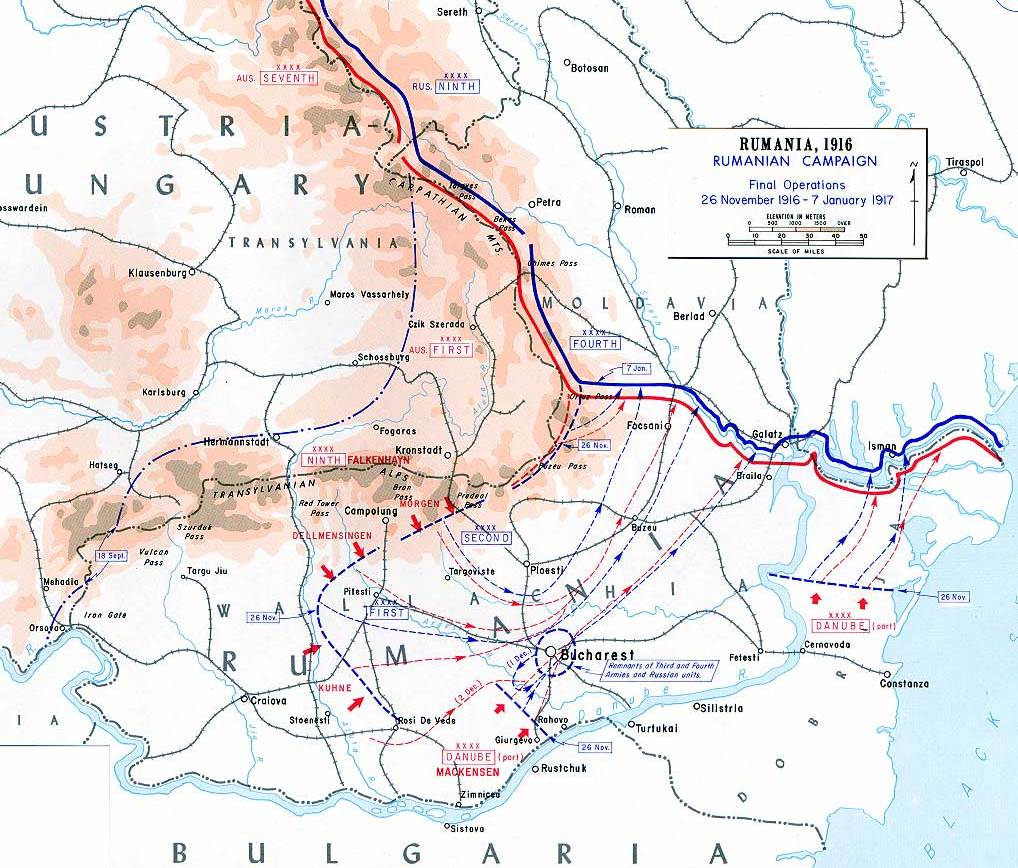
Operațiuni militare la sfârșitul anului 1916 și linia frontului în ianuarie 1917

România a fost neutră în primii doi ani ai Primului Război Mondial, dar odată cu semnarea Tratatului de la București (1916), România s-a aliat cu Puterile Antantei și a declarat război la 27 august 1916. După progresele inițiale, campania militară a devenit rapid dezastruoasă pentru România, deoarece Puterile Centrale au ocupat în câteva luni două treimi din țară, inclusiv capitala București, iar trupele ruse au fost trimise pe noua linie a frontului pentru a sprijini guvernul român și a împiedica o invazie a Rusiei dinspre sud. Galați, ultimul port de pe partea românească a fluviului Dunărea, vital pentru aprovizionarea teritoriului românesc și a guberniei Basarabia, a rămas în spatele liniilor frontului, pe partea controlată de Antantă.
La începutul anului 1917, toată armată română care se retrăsese după dezastrul campaniei de anul precedent, se afla în Moldova. Statul român era redus la o treime din teritoriu. Populația se îngrămădise și ea în Moldova, dar tot aici se găsea o mulțime de un milion de ruși care forfoteau prin toate orașele și satele, înghesuindu-i și dislocându-i pe români. În Iași, rușii cumpărau case ori închiriau apartamente pe 5 ani. În Delta Dunării, au înlăturat autoritățile locale, au arestat jandarmii, au  evacuat populația românească, lăsând pe loc doar lipovenii. A urmat o perioadă de refacere a capacității de luptă a armatei române, iar rolul misiunii franceze conduse de generalul Berthelot a fost preponderent, ofițerii francezi instruind armata română și aducând-o la nivelul de pregătire necesar ducerii războiului modern. După o muncă tenace, trupele române au putut fi dotate și pregătite pe măsura celor occidentale. Pe Frontul român, alături de trupele române se aflau și unități din armata rusă, aproximativ o jumătate de milion de trupe combatante, plus trupe de etape, servicii, spitale etc.
Revoluția din februarie 1917 din Rusia l-a forțat pe țarul Nicolae al II-lea să abdice, dar guvernul provizoriu rus condus de Aleksandr Kerenski a decis să continue războiul de partea Antantei, deși liniile frontului rămăseseră în mare parte blocate.
În vara anului 1917, frontul românesc s-a confruntat cu una dintre cele mai mari concentrații de forțe de luptă și material de război din Primul Război Mondial: 9 armate, 80 de divizii de infanterie cu 974 de batalioane, 19 divizii de cavalerie cu 550 de escadroane și 923 de baterii de artilerie, ale căror efective se ridicau la aproximativ 800.000 de militari, cu încă aproximativ 1.000.000 în rezerva lor imediată. Sub presiunea Aliaților de a continua războiul, Rusia a lansat împotriva Puterilor Centrale ceea ce a devenit cunoscut sub numele de Ofensiva Kerenski. În cadrul acestei ofensive, România a luat parte la trei bătălii, la Mărăști, Mărășești și Oituz, blocând înaintarea trupelor inamice. 

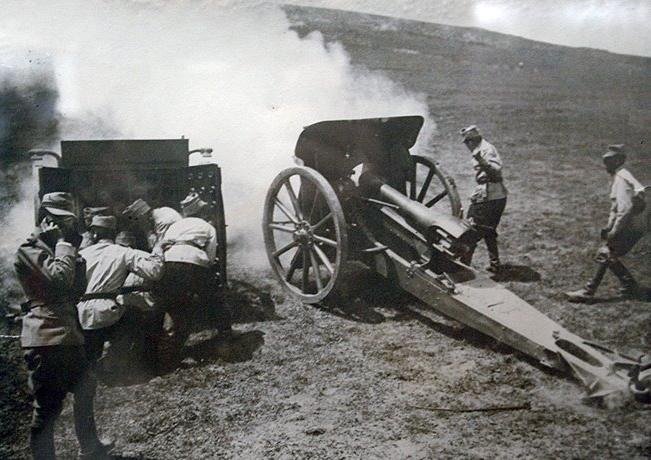
Obuziere românești de 105 mm model 1912, în timpul bătăliei de la Mărăști

Bătălia de la Mărăști a început la 24 iulie 1917 în sectorul controlat de Armata a II-a Română, Armata a IV-a Rusă și Armata a IX-a rusă. Inițiată prin surprindere, cu participarea a trei divizii, ofensiva a reușit să spulbere apărarea inamică bine organizată și să oblige forțele austro-ungare și germane să se retragă. Ca urmare a acestei ofensive, linia frontului a fost ruptă pe o lungime de 30 km, pătrunzându-se pe o adâncime de 20 km, ceea ce a dus la eliberarea unei zone de circa 500 km2 care cuprindea 30 de sate, forțele române capturând 2.700 de prizonieri, 70 de tunuri și cantități importante de material, inclusiv o cantitate semnificativă de muniție. Românii și-au pierdut încrederea în forțele ruse, pentru că atunci când au încercat să materializeze avantajul obținut, rușii au replicat că „nu au ordin de la Revoluție” să înainteze.  Totuși, ambele armate rusești au rămas pe teritoriul românesc.
Când Revoluția din octombrie din Rusia l-a adus la putere pe Vladimir Ilici Lenin, acesta a început imediat să negocieze o pace separată cu germanii, care a culminat cu semnarea, la 15 decembrie 1917, a unui armistițiu între Rusia sovietică și Puterile Centrale. Românii au negociat separat un armistițiu semnat în cele din urmă la Focșani, dar milioane de soldați germani și ruși au continuat confruntările pe teritoriul României. 
Revoluția rusă a agravat situația, schimbând radical politica rușilor. În scurt timp, colaborarea armatelor celor două țări a încetat aproape complet și mai mult, ele au devenit vrăjmașe, atunci când corpuri ale armatei țariste, în ciudă opoziției conducătorilor ei, au început a simpatiza cu Revoluția bolșevică. 
Armata rusă de pe Frontul român, condusă de generalul Dmitri Șcerbaciov, avea sediul în cartierul Socola din Iași, capitala în exil a României, Bucureștiul aflându-se sub ocupația trupelor Puterilor Centrale.  Începând cu luna februarie, după emiterea primului decret oficial al Sovietului de deputați ai muncitorilor și soldaților din Petrograd (Ordinul nr. 1), armata rusă începuse să se dezintegreze, iar ritmul a crescut după semnarea armistițiului. Soldații ruși s-au transformat în briganzi care își ucideau adesea ofițerii, alegeau comitete revoluționare și începeau să jefuiască, să omoare și să violeze populația civilă din România.  Generalul Șcerbaciov a pierdut controlul asupra majorității unităților ruse care nu dezertaseră, în favoarea revoluționarilor bolșevici. Șcerbaciov i-a scris prim-ministrului român Ion I. C. Brătianu: „Armatele ruse au devenit bande fără lideri, inoculate cu un anarhism violent, incapabile să mențină frontul și incapabile să organizeze demobilizarea în vederea retragerii, care fără o aprovizionare corespunzătoare este în sine o acțiune devastatoare”. Dar la cererea sa de sprijin, Brătianu a răspuns: „Nu pot cere niciunui soldat român să te apere de propriile tale trupe fără să mă văd intervenind în Rusia și provocând un conflict cu noii conducători”. Oricum, România va trebui în curând să se confrunte cu rușii. 
În decembrie 1917, bolșevicii radicali din Petrograd au instigat la demararea unei campanii de organizare și inițiere a unei revoluții bolșevice în România și Basarabia. Bolșevicii au instalat tunuri care ținteau orașul Iași, sediul guvernului român în exil, iar la 22 decembrie 1917, soldații români au atacat o tabără de bolșevici și i-au expediat cu un tren înapoi în Rusia. A doua zi, un alt tren plin de trupe bolșevice a părăsit Odesa, dar a fost întors înapoi la râul Prut de soldații români.  În ziua următoare, o bombă a fost dezamorsată la reședința Casei Regale a Regelui Ferdinand I. 

## Dezintegrarea armatei ruse
Din cauza numeroaselor trupe rusești rămase încă pe linia frontului, guvernul român a început să ia măsuri preventive în restul țării. Teritoriul din spatele frontului era împărțit în opt regiuni militare (Botoșani, Fălticeni, Iași, Podu Iloaiei, Roman, Vaslui, Bacău și Bârlad) care au întărit efectivele locale ale  jandarmeriei cu unități militare, arestând și deportând bandele rusești care cutreierau și jefuiau  teritoriul. Grupurile mai mici au fost ușor neutralizate și expediate peste Prut. Ciocniri sporadice au avut loc atunci când au fost folosite armele, dar în majoritatea cazurilor incidentele au fost rezolvate pașnic.
Nu același lucru se poate spune despre cazurile de dezertare și despre cazurile de mari unități, divizii sau batalioane care au părăsit linia frontului. Acolo unde a fost posibil, dezertorii au fost dezarmați pașnic, apoi trimiși cu trenul înapoi în Rusia. Ordinele generalului român Constantin Prezan erau clare: nicio unitate rusă nu putea părăsi frontul pentru a se întoarce în Rusia fără aprobarea scrisă a înaltului comandament rus. Unitățile care se deplasau din proprie inițiativă și fără un ordin precis urmau să fie dezarmate. Ordinele mai spuneau că unitățile ruse nu trebuie să fie agresate și că soldații ruși trebuie tratați corect și cu demnitate. Dar „toți cei care trăiesc și se mută în această țară, indiferent de naționalitate, trebuie să respecte legile noastre și ordinea publică”. Cea mai mare teamă a guvernului român a fost bolșevizarea României.
La 12 ianuarie 1918, la Pechea, la nord-vest de Galați, o delegație a Diviziei 13 Ruse a venit la sediul Diviziei 4 Române pentru a anunța că a doua zi, trupele ruse vor părăsi frontul și vor trece râul Prut către Republica Moldova. Generalul Șcerbaciov a ordonat trupelor sale să rămână pe poziție, dar i s-a spus că soldații ruși nu-l mai recunosc drept comandantul lor și vor pleca spre pământul rusesc. Soldații ruși au amenințat că vor distruge totul în cale dacă trupele române se vor opune. 
Pe linia frontului dintre Tecuci și Galați se găsea Armata a 6-a rusă cu un efectiv de aproximativ 35.000 de soldați. Divizia a 4-a Română a fost plasată în apropiere, pentru a-i supraveghea. După ce a luat la cunoștință despre ultimatumul rusesc, Divizia a 4-a a început să se pregătească și a primit în ajutor două batalioane dotate cu mitraliere și artilerie de la Divizia a 13-a vecină. La 16 ianuarie 1918, divizia a 40-a rusă a început să se deplaseze spre Basarabia și a trecut Prutul. A doua zi, Divizia 12 Rusă și-a început retragerea lângă Pechea, dar a revenit pe front când a fost blocată de Divizia a 4-a Română. La 18 ianuarie 1918, Divizia a 9-a a Corpului 1 de armată Siberian comandat de generalul Eugen Iskritsky a început să se deplaseze spre Galați, unde Divizia a 10-a era deja încartiruită. Divizia a 9-a număra 6.000 de soldați dedicați cauzei bolșevismului.

## Bătălia pentru Galați

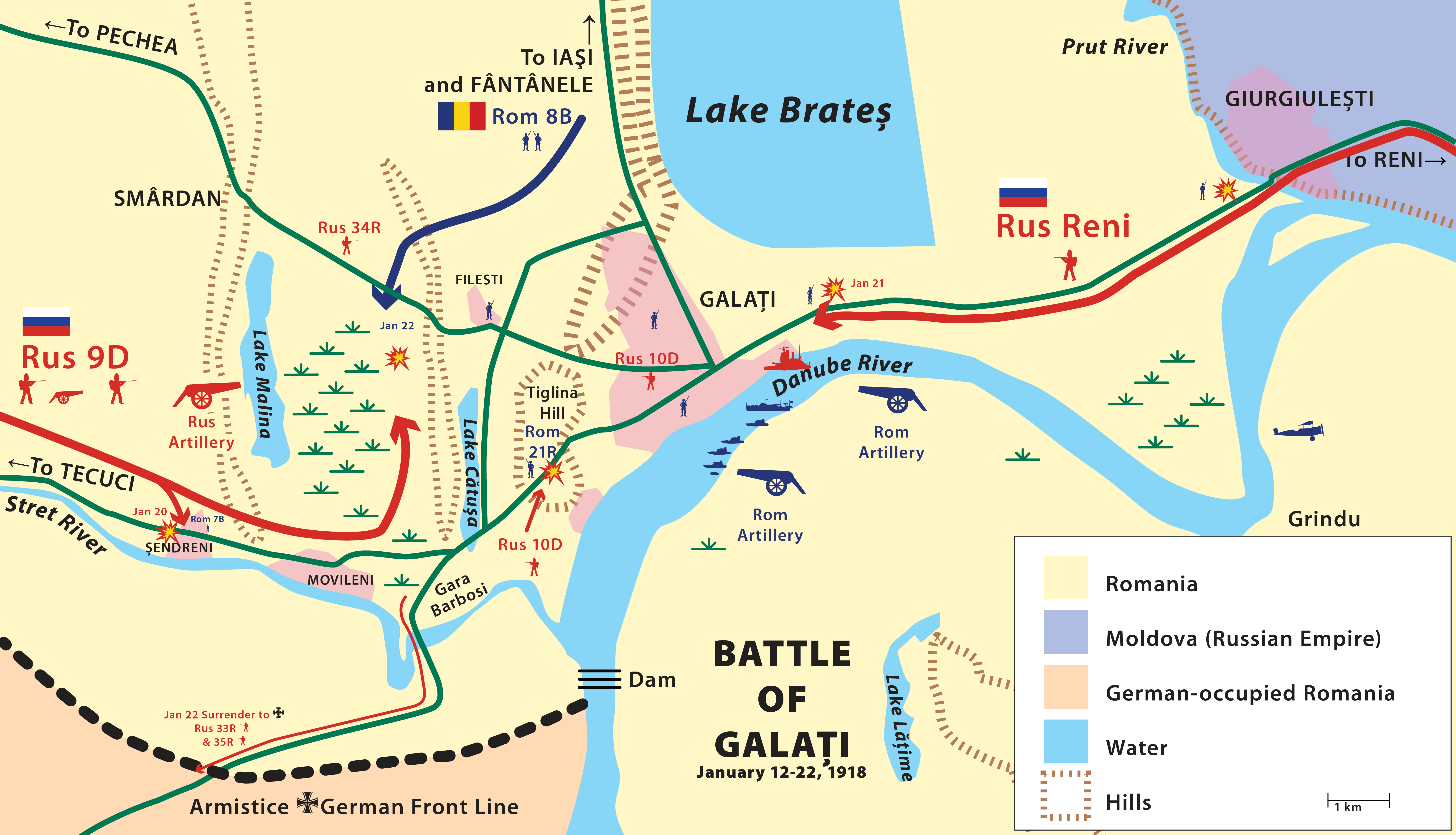
Mișcări de trupe în Bătălia de la Galați

Pentru gălățeni, situația era alarmantă. Numărul de soldați din Corpul siberian era mai mare decât cel al locuitorilor Galațiului. Arhivele românești consemnează cel mult 500 de militari în toate detașamentele românești. Constantin Niculescu-Rizea, comandantul Forțelor Navale Române din sectorul Galați, a primit ordinul de a opri înaintarea dinspre vest a coloanelor rusești și de a apăra orașul. Două companii românești și jumătate din Regimentul 21, situate pe Dealul Țiglina, au apărat zona de vest a orașului. În Galați se aflau un detașament de Marină și două plutoane de infanterie. Două mici detașamente au fost dislocate la Filești, pentru a veghea căile de acces dinspre nord și dinspre est, respectiv dinspre Basarabia. Pe Dunăre erau staționate patru ambarcațiuni de patrulare, un torpilor și o barcă a Flotilei Române a Dunării. Colonelul Bădescu, comandantul Brigăzii a 8-a Infanterie din Fântânele, avea misiunea de a ataca dinspre nord și vest coloanele rusești, situate în zona parțial mlăștinoasă dintre balta Mălina, lacul Cătușa și râul Siret. Forțele rusești erau mult mai numeroase și mai bine pregătite. 
„Situația trupelor de apărare a Galațiului este mai mult decât dramatică. Ele sunt acum atacate din 4 direcții: vest, nord, est și sud. În oraș, trupele Diviziei a 10-a ruse se constituie în unități de luptă, fără a mai putea fi împiedicate de vreo trupă română. Orice măsură pe care o ia armata română contrastează cu diferența numerică între soldați de 4 la 1 în favoarea rușilor”—Constantin Kirițescu, Istoria Războiului pentru Întregirea României 1916-1919, ed. a II-a, ed. Casei Școalelor, București, 1925
La 19 ianuarie, Divizia a 9-a rusă a depășit un mic detașament românesc la Șendreni și a ajuns la Movileni, unde și-a instalat artileria. O delegație rusă a mers la Galați și i-a cerut lui Niculescu-Rizea să permită trecerea trupelor ruse prin oraș spre Basarabia. Niculescu-Rizea a răspuns că primise ordinul său de a opri acea acțiune. Rușii au dat un ultimatum: dacă nu li se permite trecerea, la ora 3 după-amiaza încep să bombardeze Galațiul.
Timp de 15 ore, bateriile rusești de lângă Movileni au tras asupra Galațiului. Bombele au căzut în centrul orașului, dar au produs pagube minime, deoarece rușii trăgeau la întâmplare. Arhivele nu consemnează victime în rândul populației civile. În acea noapte, pericolul mai mare pentru populație a fost încercarea Diviziei a 10-a ruse de a incendia orașul, prin umplerea mașinilor cu benzină și izbirea vehiculelor în flăcări de clădiri. În cursul zilei de 20 ianuarie, bateriile românești de artilerie au răspuns, trăgând spre unitățile ruse de la Movileni.
Până pe 21 ianuarie, rușii au continuat să bombardeze Galațiul și au ocupat mlaștinile de la vest de lacul Cătușa. Un puternic detașament rus a reușit să captureze un ofițer și 14 soldați pe dealul Țiglina. Regimentul 34 rus a atacat Fileștiul. O baterie de artilerie grea rusă și șase mitraliere au fost amplasate pe dealul Giurgiulești de pe malul râului Prut, iar un batalion rusesc format din două companii de mitraliori, un detașament de cavalerie și o baterie de artilerie, a trecut râul Prut, înaintând spre Galați. Rușii au dezarmat posturile de miliție și de grăniceri români, instalând unități de artilerie în apropierea lacului Brateș. Infanteria rusă, precedată de patrule de cavalerie, a intrat în oraș, unde au fost întărite cu peste 200 de soldați de infanterie din Divizia a 10-a rusă. O canonieră rusă, înarmată cu un tun de 150 mm, a urcat în amonte pe Dunăre, dinspre Reni. Dinspre Giurgiulești, au fost trase obuze de artilerie asupra orașului Galați.
Pe 22 ianuarie, românii au contraatacat. Brigada a 8-a de infanterie a sosit de la Fântânele și a surprins trupele ruse staționate în mlaștina de la nord de Movileni. Navele românești de pe Dunăre, bateriile de pe malul sudic al Dunării și două avioane românești au aruncat bombe asupra rușilor. Infanteria română a inițiat un atac la baionetă, a urcat dealul Țiglinei, i-a eliberat pe românii capturați și i-a pus pe fugă pe ruși. Detașamentul Filești a capturat două plutoane de infanterie și un grup de mitraliori. Atacați și alungați dinspre nord și est, rușii au început să se deplaseze în dezordine spre sud, spre Gara Barboși și spre podul peste Siret. Artileriștii și aviatorii români au vizat masa de soldați ruși adunați acolo. O mână de soldați a creat panică în rândul rușilor, atât de mult încât două regimente, 33 și 35, având aproape 3.000 de soldați, au fugit spre sud și s-au predat forțelor germane.
„Furia cu care românii, semnificativ mai puțin numeroși, contraatacă, îi îngrozește pe ruși, care iau o hotărâre disperată și senzațională. La ora 11,00 noaptea încep să treacă podul și linia frontului și se predau germanilor. A fost un deznodământ total neașteptat și absolut unic în istoria Primului Război Mondial. O bătălie între două armate aliate, în fața pozițiilor inamicului și sub privirile acestuia”—Constantin Kirițescu, Istoria Războiului pentru Întregirea României 1916-1919, ed. A II-a, ed. Casei Școalelor, București, 1925
Spre sfârșitul zilei, trupele ruse rămase s-au predat, fiind dezarmate și trimise peste Prut, în Republica Democrată Moldovenească.

## Consecințe
Victoria repurtată de armata română la Galați, a avut urmări atât pe plan militar cât și politic, întrucât nu doar frontul a fost salvat, ci a fost evitată bolșevizarea altor unități militare rusești de pe linia frontului (care totalizau cca. un milion de soldați) și chiar a Moldovei. La acel moment, orașul Galați, port la Dunăre, situat între râul Siret (dincolo de care erau armatele Puterilor Centrale) și râul Prut (dincolo de care se retrăsese în dezordine o mare parte a armatei rusești), reprezenta cel mai sudic punct de pe linia frontului.
După această victorie, Basarabia a putut primi ajutorul armat pe care îl solicitase, astfel încât să poată proteja populația de jafurile și crimele comise de armatele ruse ce se retrăgeau în mare dezordine.
Galațiul nu a fost singurul loc în care soldații ruși s-au ciocnit cu românii. În zilele următoare au avut loc ciocniri între trupele ruse și române la Bacău, Botoșani, Mihăileni, Pașcani și Timișești. Pe 27 ianuarie, cea mai sângeroasă ciocnire a avut loc la Fălticeni. Românii au înregistrat 14 morți și 83 de răniți. Rușii au suferit peste 100 de morți și 500 de răniți.
Certurile și disputele bolșevice din teritoriile fostului Imperiu Țarist au determinat Puterile Centrale să anuleze armistițiul pe 18 februarie 1918, demarând operațiunea Faustschlag și cucerind, în următoarele două săptămâni, cea mai mare parte a Ucrainei, Belarusului și țărilor baltice. România a fost ocolită de această ofensivă.
Până la sfârșitul lunii martie 1918, trupele române intraseră în Republica Democrată Moldovenească (ai cărei locuitori erau în cea mai mare parte de etnie română) și o eliberaseră de trupele bolșevice. Consiliul Național al Republicii Moldova, Sfatul Țării, a decretat la 9 aprilie 1918 unirea Basarabiei cu România. Această uniune a fost recunoscută de principalele Puteri Aliate prin Tratatul de la Paris din 1920.  Rusia comunistă nu a recunoscut legitimitatea unificării României și Basarabiei, considerând-o o ocupare a unui teritoriu rusesc.

## Importanță
Această bătălie de la Galați, din ianuarie 1918, a reprezentat una dintre primele confruntări armate desfășurate după regulile unui război modern, în care toate tipurile de arme sunt implicate și colaborează perfect, în cazul nostru artileria, aviația, cu dublu rol, de recunoaștere, dar și de susținere a armatei terestre prin bombardament, apoi flota, a cărui tir a apărat și susținut soldații, care au ajuns în final la lupta corp la corp. Fără îndoială, un rol important l-a avut și unitatea de transmitere a informației - prin telefon, astfel că s-a putut realiza o foarte bună coordonare între toate corpurile de armată.— Mihaela Denisia Liușnea (conf. univ. dr.), Armata română angajată într-un război cu o nouă configurație și dinamică – Bătălia pentru Galați, în ianuarie 1918, Analele Buzăului Vol X/2018, p. 197

Croce di guerra al valor militare

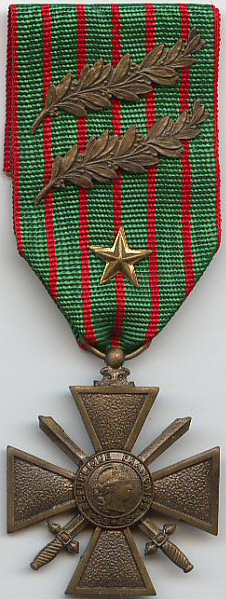
Croix de Guerre

Bătălia de la Galați a fost singura din istorie în care România a utilizat forțe aeriene, terestre și navale combinate într-o singură bătălie. 

Este, de asemenea, singura bătălie din Primul Război Mondial în care trupele unor foști aliați s-au luptat între ele în vizorul trupelor inamicului comun. 

Importanța victoriei românești de la Galați în fața trupelor bolșevice a fost evidențiată și prin decernarea a două medalii, din partea Italiei și Franței. La 25 mai 1921, orașul Galați a fost recompensat cu Ordinul „Croce di guerra al valor militare” de către generalul Pietro Badoglio, șeful de stat major al armatei italiene, în timp ce generalul francez Henri Berthelot i-a conferit Ordinul „La Croix de Guerre”. 
Un monument comemorativ a fost dedicat eroilor Bătăliei de la Galați, dar acesta a fost demolat după ce comuniștii au preluat controlul asupra României după al Doilea Război Mondial.  După căderea comunismului, monumentul a fost refăcut în aceeași locație, fiind inaugurat pe 20 ianuarie 2018, la împlinirea a 100 de ani de la eroicele lupte duse pentru apărarea orașului 

## Galerie foto

Generalul Constantin Prezan, șef al Marelui Cartier General Român, la sediul Cartierului General din Ivești, 1917
Santinele pe frontul de la Siret. Cosmești, 1916
Casă lovită de un obuz în Galați, 1916
Operatori români la un post de radiocomunicații din Tecuci, 1917
Soldat român într-un post de observație dintr-o tranșee din Ivești, 1917
Soldați români într-o bucătărie de campanie lângă Ivești, 1917
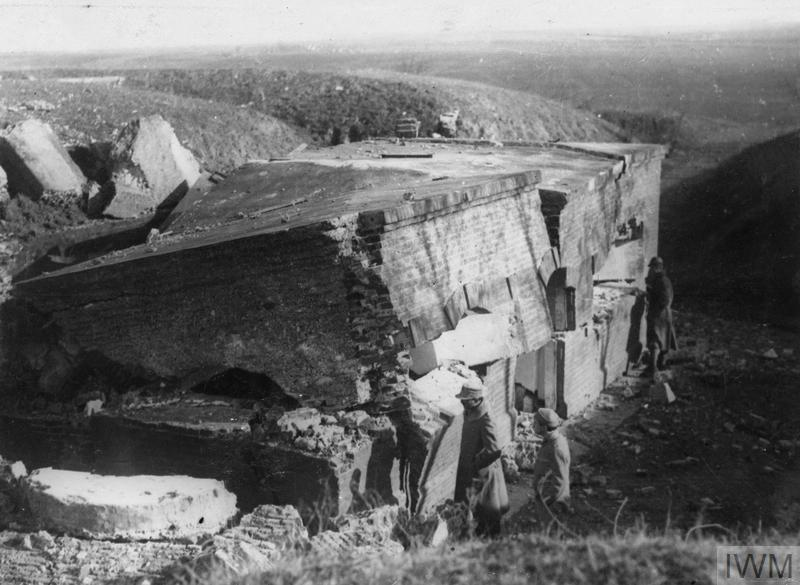
Fortificații pe linia Focșani-Nămoloasa-Galați după distrugere, 1916

## Legături externe
- Victor Cilincă (8 ianuarie 2015). „Zilele orașului-erou: Bătălia Galaților din ianuarie 1918”. Galați: Viața liberă.
- Costel Crângan (5 decembrie 2015). „Istoria unui război șters de comuniști din cărțile de istorie. Cum au luptat românii cu bolșevicii la Galați, într-o încleștare de trei zile, soldată cu mii de morți”. București: Adevărul.
- Dan Gheorghe (22 februarie 2016). „Bătălia care a păstrat Galațiul în hotarele României”. București: România Liberă. Arhivat din original la 29 decembrie 2016. Accesat în 9 aprilie 2017.
- Victor Cilincă (7 ianuarie 2017). „Eroism la Galați, în Primul Război - 99 de ani de la Bătălia Țiglinei”. Galați: Viața Liberă.
- Cristian Negrea (1 mai 2013). „Primele lupte ale Armatei Române cu bolșevicii (1917-1918)”. Revista Art-Emis Academy. Accesat în 4 mai 2023.